# Mpouyanga
Mpouyanga est un village situé dans la région de l'Est du Cameroun à proximité de la frontière de la République centrafricaine. Il dépend du département de la Kadey et de la commune de Kentzou (le village se trouvant à 6 km de Kentzou).

## Population
En février 2018, Doube comptait 603 habitants.